# Padstow (Cornovaglia settentrionale)

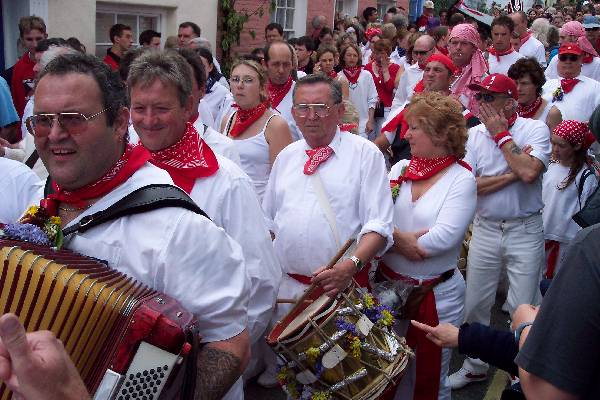
Padstow: il festival di 'Obby 'Oss

Padstow (in lingua cornica: Lannwedhenek; 3.100 ab. ca.) è una cittadina della costa settentrionale della Cornovaglia (Inghilterra sud-occidentale), situata lungo l'estuario del fiume Camel (che sfocia nel Mare Celtico, un tratto dell'Oceano Atlantico) ed appartenente, dal punto di vista amministrativo, al distretto della Cornovaglia settentrionale (North Cornwall), di cui è una parrocchia civile.

## Geografia fisica
Padstow si trova nella parte centrale della costa settentrionale della Cornovaglia, a circa metà strada tra Tintagel e Newquay (rispettivamente a sud-ovest della prima e a nord-est della seconda) e a circa 25 km a nord-ovest di Bodmin.

## Storia
I primi insediamenti risalgono al 2500 a.C., quando vi si fermarono le popolazioni provenienti dalla Bretagna e dirette in Irlanda, che, per compiere il loro viaggio, risalivano il corso dei fiumi Fowey e Camel.
La cittadina iniziò a svilupparsi a partire dal VI secolo, quando vi giunse San Petroc, che fondò un monastero in loco, edificio in seguito distrutto dai Danesi nel 981.

## Monumenti e luoghi d'interesse

### Architetture civili
- Prideaux Place

## Cultura

### Eventi

#### L'Obby Oss
La località è nota per la festa di  'Obby 'Oss , considerata una delle sagre più antiche d'Europa e che si svolge ogni 1º maggio. Durante la festa, sfilano due uomini vestiti da cavallo, tra musiche e danze.

## Galleria d'immagini

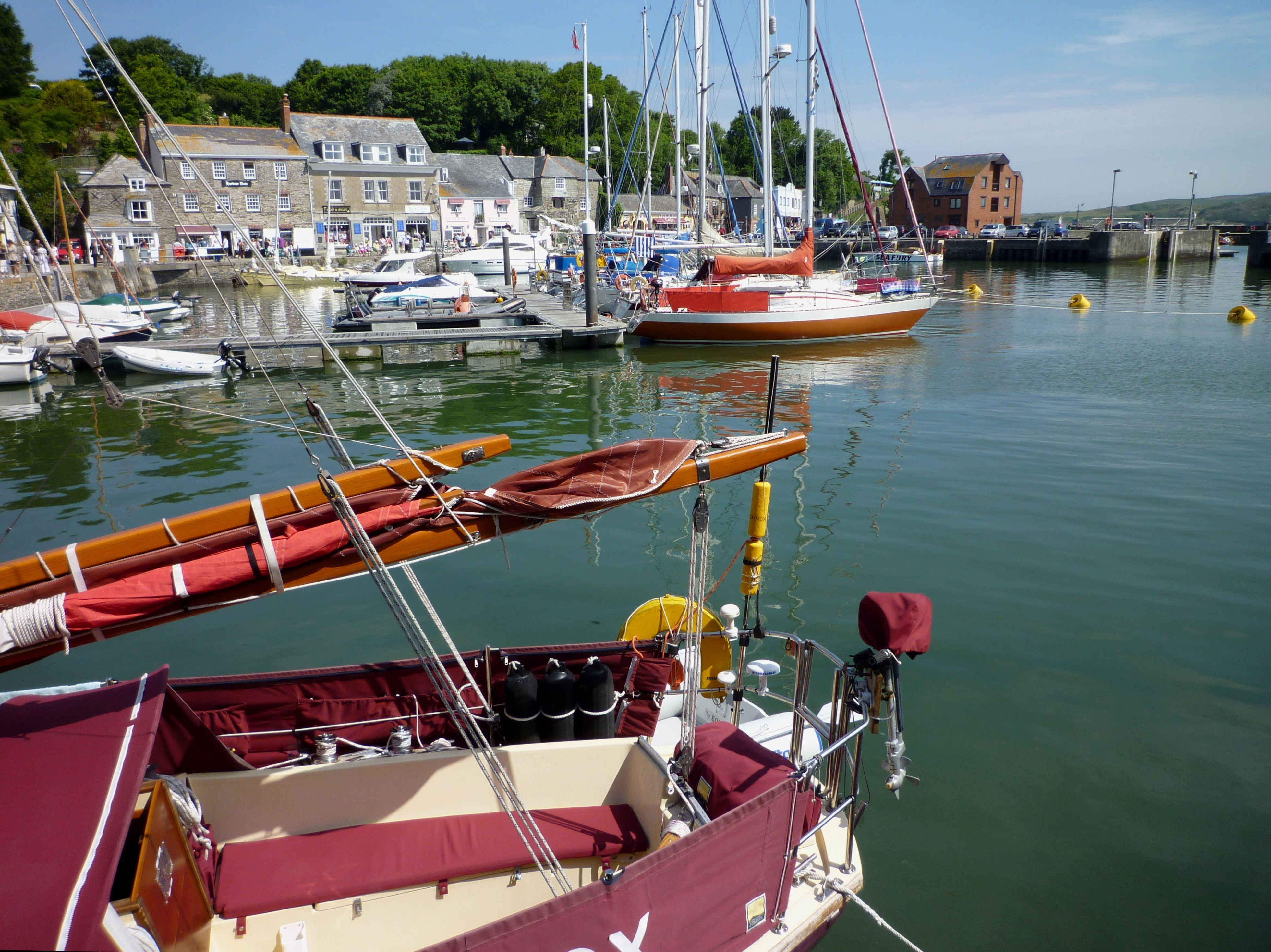
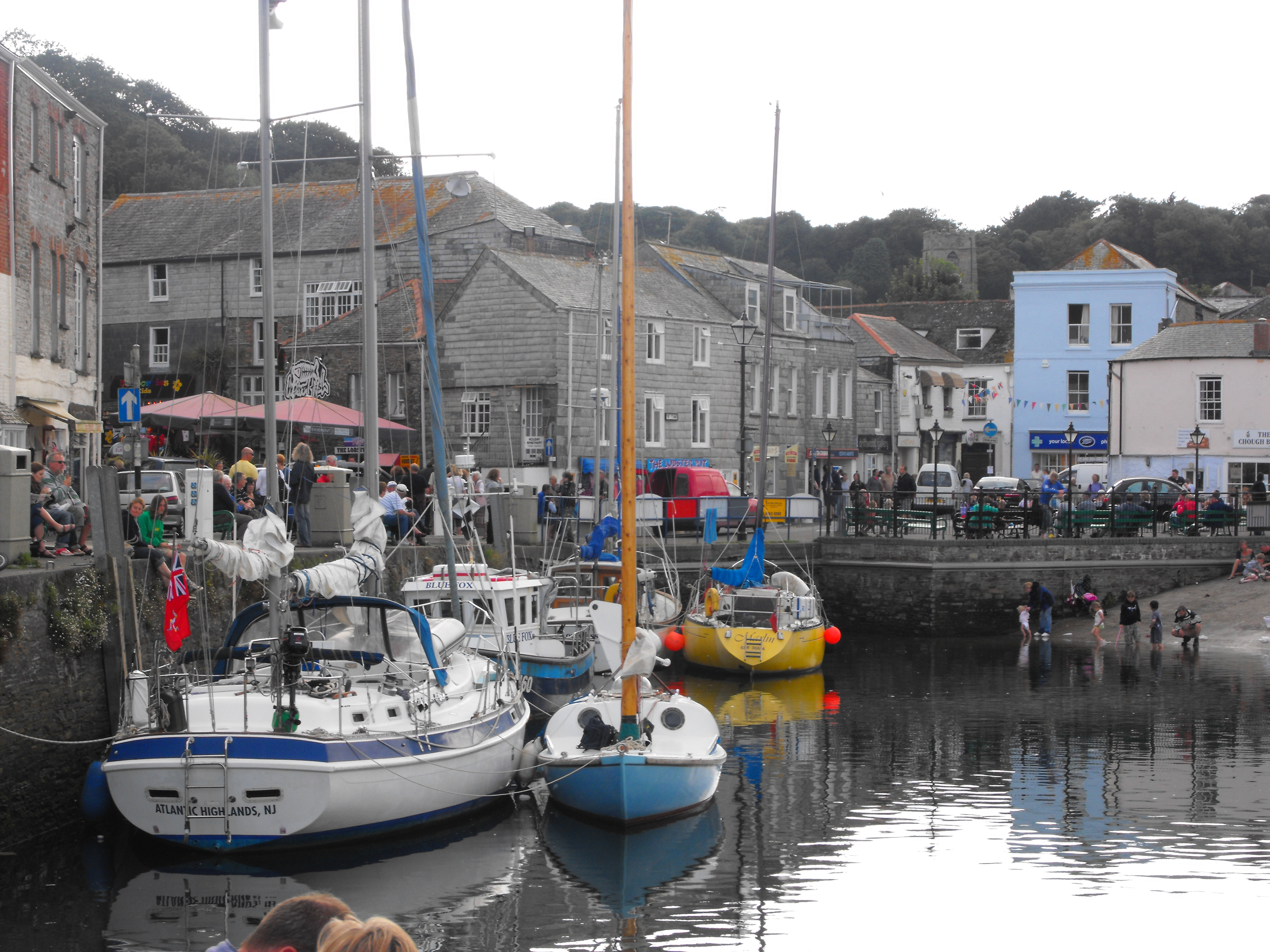
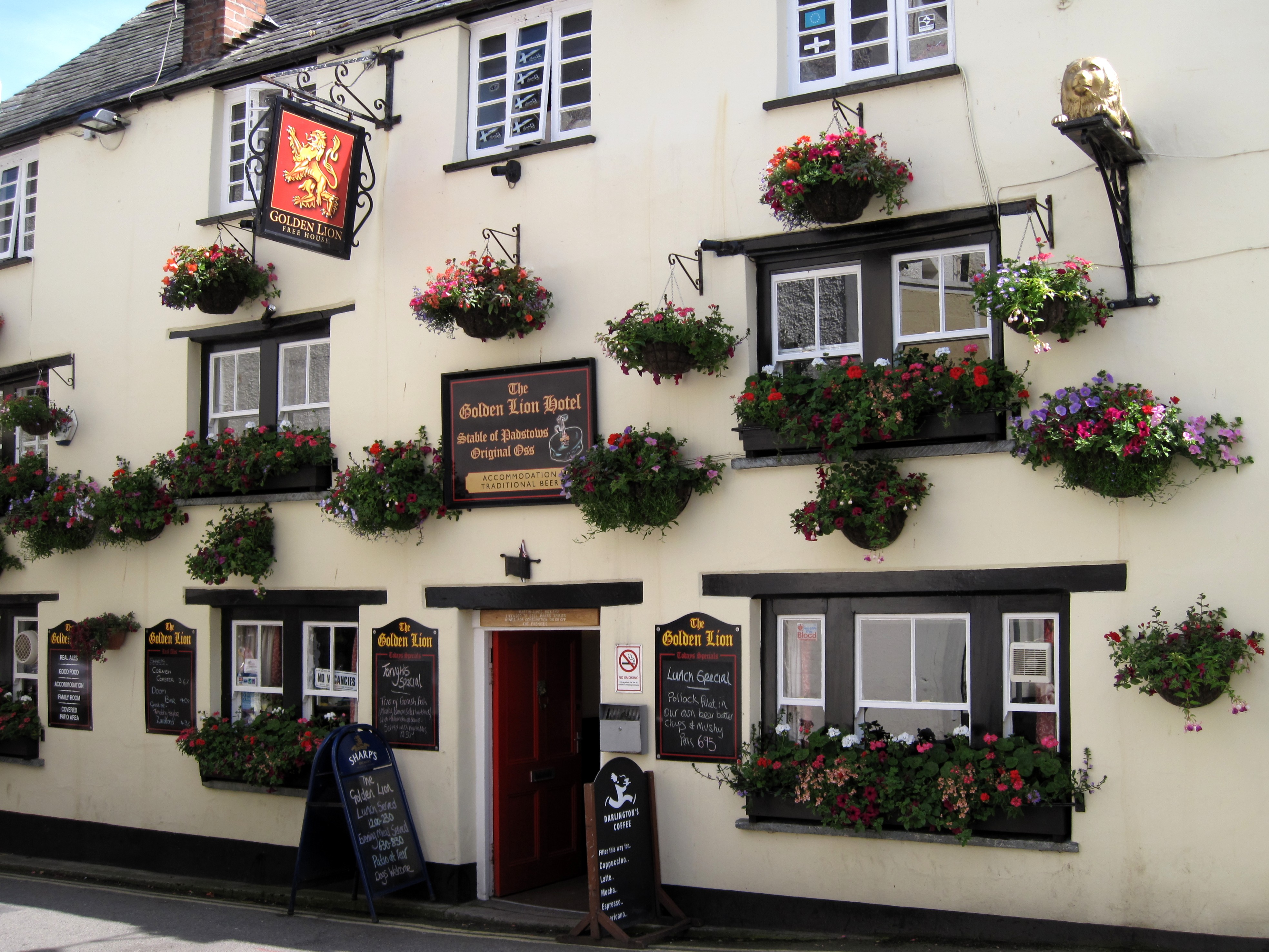
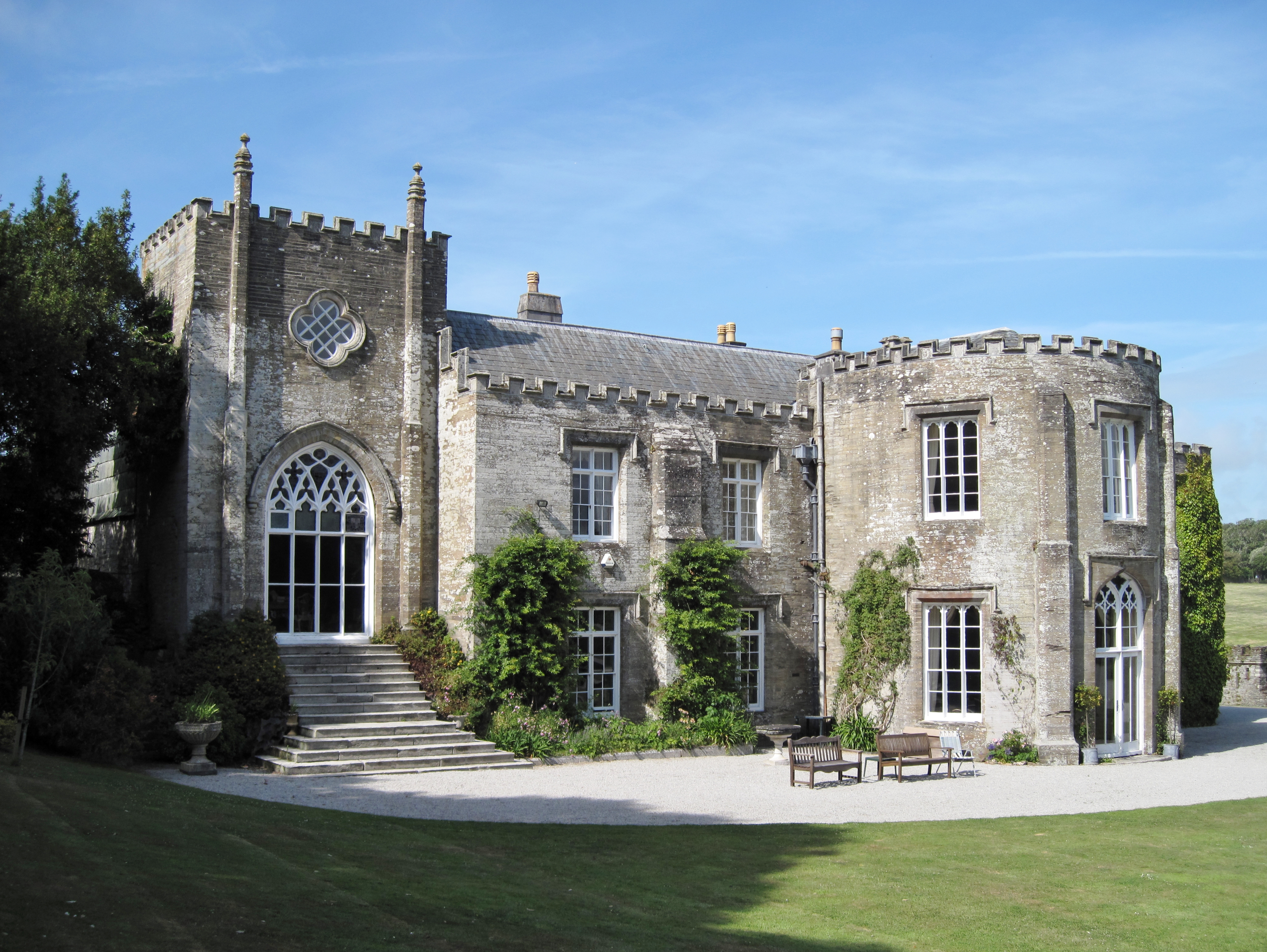